# 유럽 고속도로 33호선
유럽 고속도로 33호선(European route E33)은 이탈리아를 종단하고 있는 유엔 산하의 국제 E-road 네트워크로, 파르마와 라스페치아를 사이에 두고 연결되는 총 연장 124 km의 거리 및 구간을 가지고 있다. 출발점인 파르마에서는 유럽 고속도로 35호선과 연결되고 남서쪽으로 향하는 반면, 라스페치아에서는 유럽 고속도로 80호선과 직접 연결되어 있는 것으로 보인다. 그래서 해당 도로는 아우토스트라다 A15과도 거의 일치되어 있는 노선이기도 하다. 